# Erich von Stroheim

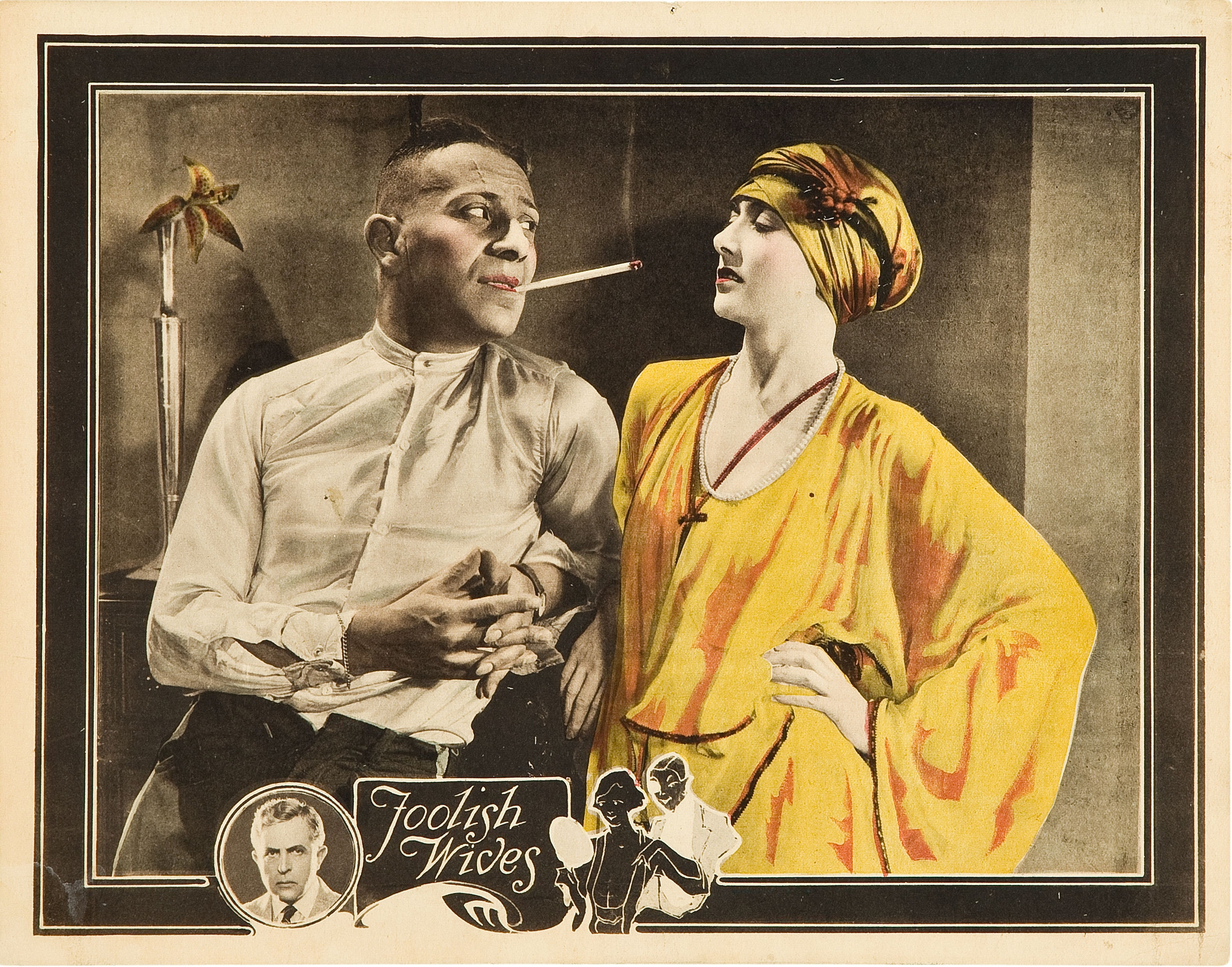
Szeszélyes asszonyok; 1922.

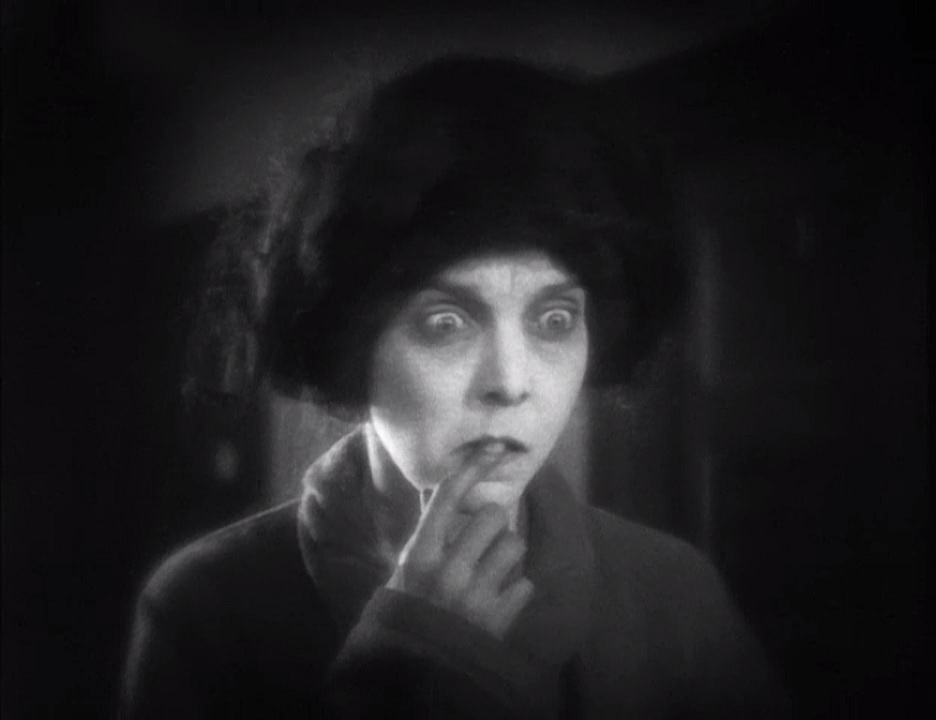
Gyilkos arany, 1924.

 Erich von Stroheim (Bécs, 1885. szeptember 22. – Párizs, 1957. május 12.) osztrák származású amerikai filmrendező, színész, többek között a világ legjobb 12 filmje közé sorolt Gyilkos arany (1924) című mű alkotója. Egész életében azt állította (talán hitte is), hogy osztrák kisnemes és lovastiszt, ezért illesztette nevébe a von szócskát.

## Élete és pályafutása
Bécsi zsidó családban született. Apjának kalapgyára volt, Erich egy ideig ott dolgozott. 1909-ben költözött Amerikába. 1915-ben segédrendező lett D. W. Griffith mellett Hollywoodban.
1919-ben a Universal Pictures-höz szerződött. Filmjeinek írója, rendezője, főszereplője, díszlettervezője és vágója lett. Nagyon alapos volt a hiteles kosztümök, díszletek, és kellékek terén is, ezért rendre csúszott a határidőkkel és túllépett minden költségvetést. Filmjeiben a balszerencse, a kegyetlenség, a keserűség társadalombírálattal párosul. Első filmje, a Vak férjek sikert aratott. 1921-ben ezt követte a Szeszélyes asszonyok. Az 1924-ben készült 110 perces Gyilkos arany eredetileg 462 perc hosszú volt, de a producer Metro-Goldwyn-Mayer kegyetlenül megvágatta. Ma egy 239 perces restaurált változata is ismert.
Megfilmesítette A víg özvegy című Lehár-operettet. A Nászinduló c. filmje olyan hosszú lett, hogy az amerikai mozikban csak az első felét vetítették, míg a folytatást csak Európa látta (Mézeshetek címmel).
A Fox stúdió bízta meg elsőként hangosfilmmel, de a határidő és a  költségvetés túllépése miatt végül szakítottak vele. Szerepelt Jean Renoir szintén a világ legjobb 12 filmje közé sorolt, A nagy ábránd (1937) című remekművében, ahol egy civilizált német tisztet alakított.
A második világháború után Franciaországban telepedett le és sikerfilmekben játszott. 1951-ben Golden Globe- és Oscar-díjra is jelölték legjobb mellékszereplőként Billy Wilder Alkony sugárút (1950) című filmjében nyújtott alakításáért.
Kitüntették a francia Becsületrenddel is.

## Érdekesség
1935-ben egy magyar tárgyú regénye jelent meg (Paprika), ami egy cigánylányról szól.